# Brachydiplax farinosa
Brachydiplax farinosa är en trollsländeart som beskrevs av Krüger 1902. Brachydiplax farinosa ingår i släktet Brachydiplax och familjen segeltrollsländor. IUCN kategoriserar arten globalt som livskraftig. Inga underarter finns listade i Catalogue of Life.